# Shwayze
Aaron Smith, bättre känd som Shwayze, född 29 maj 1985 i Malibu, Kalifornien, är en amerikansk rappare. Hans första singel "Buzzin'" hamnade på plats nummer 46 på Billboard Hot 100 och hans andra singel "Corona and Lime" hamnade på plats nummer 23 samt på plats nummer 3 på iTunes. Den 19 augusti 2008 släppte Shwayze sitt debutalbum med samma namn.